# John Lloyd Stephens

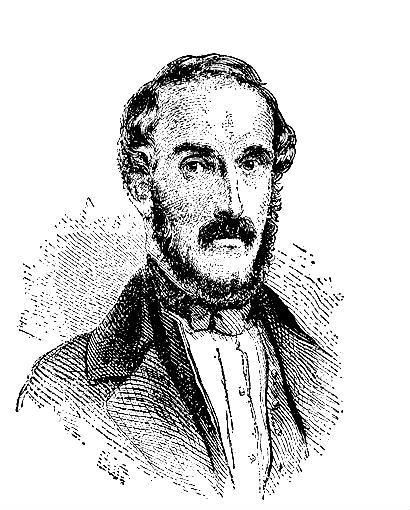
John Lloyd Stephens

John Lloyd Stephens (* 28. November 1805 in Shrewsbury, Monmouth County, New Jersey; † 13. Oktober 1852 in New York City) war ein US-amerikanischer Forschungsreisender, Amateurarchäologe, Autor, Anwalt und Diplomat. Er legte durch seine Entdeckungen den Grundstein für die moderne Maya-Forschung und wirkte bei der Planung einer Verkehrsverbindung vom Atlantik zum Pazifik durch die mittelamerikanische Landenge mit.

## Leben
Er war der Sohn von Benjamin Stephens und Clemence Lloyd Stephens. Stephens erhielt 1822 sein A. B. degree vom Columbia College und seinen Master of Art 1828 von der Columbia University. 1824 graduierte er von der Tapping Reeve Law School in Litchfield, Connecticut. Zwischen 1834 und 1836 begann er seine Reisen zuerst nach Europa und dann weiter in den Nahen Osten.

### Der Reisebesessene
Seine Faszination für das Reisen und Entdecken entwickelte der junge Anwalt, als er 1834 Italien, Griechenland und den Nahen Osten bereiste. Von Paris aus folgten Reisen durch Deutschland, Österreich, Polen und Russland. Anschließend reiste er nach Ägypten, besuchte Petra in Jordanien und das „Heilige Land“. Diese Reisen beschrieb er später in seinen zwei ersten Büchern,
- Incidents of Travel in Egypt, Arabia Petraea, and the Holy Land (1837)
- Incidents of Travel in Greece, Turkey, Russia and Poland (1838)

die nicht zuletzt dank einer begeisterten Rezension durch Edgar Allan Poe ein großer Erfolg wurden.
Fasziniert von der altägyptischen Kultur und von Petra, beschloss Stephens, Archäologe zu werden. Er verschlang förmlich die Berichte früher Entdecker wie Alexander von Humboldt (1769–1859) oder Juan Galindo (1802–1839) über mittelamerikanische Ruinenstädte. Das Buch „Malerische und archäologische Reise in die Provinz Yucatan“ des Malers und Forschungsreisenden Johann Friedrich Graf von Waldeck brachte Stephens zu der Überzeugung, im Urwald Mittelamerikas müssten sich noch mehr unentdeckte Zeugen der präkolumbischen Kulturen befinden.

### Der Archäologe und Entdecker
Für Stephens war es ein Glücksfall, dass ihn der Präsident Martin Van Buren 1839 als Botschafter der USA in die Zentralamerikanische Konföderation nach Guatemala-Stadt entsandte. Er nutzte einen großen Teil seiner Zeit für ausgedehnte Entdeckungsreisen, die er zusammen mit dem Architekten Frederick Catherwood machte, der sich mit Zeichnungen von antiken Ruinen einen Namen gemacht hatte. Stephens hatte ihn 1836 in London kennengelernt und heuerte ihn als Zeichner an. Auf ihrer ersten Reise durch Mittelamerika (1839–1840) entdeckten sie zahlreiche im Tropenwald versteckte bedeutende Städte der klassischen und der späten Maya-Kultur:
- Copán (Honduras)
- Quiriguá (Guatemala)
- Iximché (Guatemala)
- Q'umarkaj (Guatemala)
- Palenque (Mexiko)
- Uxmal (Mexiko)

Mit Hilfe von Einheimischen legten sie vollständig vom Dschungel überwucherte Ruinen frei, die fast tausend Jahre unter der üppigen tropischen Vegetation begraben lagen.
Stephens beschrieb und kartierte die Entdeckungen fein säuberlich, während Catherwood von den Tempeln, Pyramiden, Ballspielplätzen und reich mit Reliefs verzierten Stelen faszinierende und bemerkenswert detailgetreue Zeichnungen anfertigte, die er später aquarellierte; sie wurden als Farblithographien gedruckt. Catherwoods filigrane Zeichnungen und Stephens lebhafter, stellenweise sehr amüsanter Bericht über die Entdeckungen, den Alltag der Menschen und die Abenteuer dieser wahren Odyssee durch Gebirge, Urwälder und Revolutionen wurde 1841 zu einem Weltbestseller. Außerdem gibt das Werk Incidents of Travel in Central America, Chiapas and Yucatan einen anschaulich geschriebenen Einblick in den von Stephens aus nächster Nähe beobachteten Bürgerkrieg, an dem die Zentralamerikanische Konföderation just während Stephens Dienstzeit in Mittelamerika zerfiel.
Eine weitere Entdeckungsreise zu Maya-Ruinen führte Stephens und Catherwood 1841 nach Yucatán, wo sie unter anderem Tulúm wiederentdeckten. Über diese Reise schrieb Stephens ein weiteres Buch.

### Der Verbinder zweier Meere
Während seiner Mittelamerika-Reise beschäftigte sich Stephens 1840 intensiv mit der Möglichkeit, Atlantik und Pazifik mit einem Kanal durch Nicaragua zu verbinden. Er erkundete das Mündungsgebiet des Río San Juan an der Grenze zu Costa Rica, erstellte Bauskizzen und verfasste für die US-Regierung eine detaillierte Dokumentation zum Potenzial des Nicaragua-Kanals, der allerdings nie gebaut wurde.
Nach Abschluss seiner Yucatán-Reise wurde Stephens 1847 Direktor der Ocean Steam Navigating Company und Vizedirektor der Panama Railway Company. In dieser Funktion spielte er eine zentrale Rolle bei Bauplanung und Finanzierung einer Eisenbahnlinie durch Panama – der ersten kommerziell nutzbaren Verbindung zwischen Atlantik und Pazifik im Isthmus von Panama. Als Direktor der Ocean Steam Navigation Company reiste er unter anderem nach Deutschland, um in Berlin Alexander von Humboldt zu treffen. Dieses Treffen beschrieb er später im Artikel „An hour with Humboldt“, der im Living Age Magazine veröffentlicht wurde.
Bevor die Eisenbahnlinie vollendet werden konnte, starb Stephens 1852 mit 47 Jahren während eines Heimaturlaubs in New York am „Chagres Fieber“ (Malaria).

## Werke
Stephens veröffentlichte mehrere faszinierende und leicht zu lesende Bücher über seine Entdeckungsreisen:
- Incidents of Travel in Greece, Turkey, Russia, and Poland. Volume I. 5th edition. Publishers: Harper & Brothers, New York (1838)
- Incidents of Travel in Greece, Turkey, Russia and Poland. Volume II. 7th edition. Harper & Brothers, New York (1839)
- Incidents of Travel in Egypt, Arabia Petræa, and the Holy Land. Volume I. Publishers: Harper & Brothers, New York (1853)
- Incidents of travel in Egypt, Arabia Petraea, and the Holy Land. Volume II. 11th edition. Publishers: Harper & Brothers, New York (1871)
- Incidents of Travel in Central America, Chiapas, and Yucatan. Vol I. 12th edition. Harper & Brothers, New York (1848)
- Incidents of travel in Central America, Chiapas, and Yucatan. Volume II. New edition. Publisher: John Murray, London (1842)
- Incidents of Travel in Yucatan. Volume I. Harper & Brothers, New York (1848)
- Incidents of travel in Yucatan. Volume II. Harper & Brothers, New York (1843)

Auf Deutsch:
- John Lloyd Stephens: Die Entdeckung der alten Mayastätten. Edition Erdmann, Stuttgart, 1993, ISBN 3-522-61550-6.
- John Lloyd Stephens: Reiseerlebnisse in Centralamerika, Chiapas und Yucatan. Verlag der Pioniere, Berlin, 2014, ISBN 978-3-941924-04-8.